# Géza Lakatos
Géza Lakatos (n. 30 aprilie 1890, Budapesta, Austro-Ungaria – d. 21 mai 1967, Adelaide, Australia de Sud, Australia) a fost în cursul ce de-al doilea război mondial General și prim-ministru sub regimul Horthy, din 29 august 1944 până în 15 octombrie 1944.
Guvernul Lakatos a oprit deportarea evreilor, însă puterea a rămas sub controlul lui Hitler care la susținut pe Ferenc Szálasi și partidul său Săgetar-Cruciat, în 15 octombrie 1944 Horthy a încercat prin forță să-i îndepărteze pe germani de la putere, rezultatul a fost răpirea lui Miklós Horthy Junior și capturarea lui Horthy. Lakatos era forțat să demisioneze, iar germanii au preluat guvernarea. În perioada 1944 - 1945, Lakatos a fost în închisoare germană.